# Nivek Ogre
Nivek Ogre (n. Kevin Graham Ogilvie; 5 de diciembre de 1962, Calgary, Canadá) es un músico, artista de performance y actor, más conocido como miembro fundador del grupo musical industrial Skinny Puppy. Dado que la banda ya tenía a un miembro llamado Kevin (Crompton; conocido como cEvin Key) y el productor tenía el apellido Ogilvie (Dave, conocido como Rave), su alias era además de práctico y teatral. Desde 1982, se ha desempeñado como principal letrista y vocalista de Skinny Puppy, en ocasiones proporcionando samples e instrumentales. La personalidad carismática de Ogre, las voces guturales y la sangre falsa en el escenario ayudaron a expandir a los fanáticos y han inspirado a muchos otros músicos.
También es miembro del grupo de música electrónica ohGr, que fundó junto con el colaborador de larga data Mark Walk. Originalmente llamado W.E.L.T., ohGr ha lanzado cinco álbumes de estudio desde 2001, tres de los cuales se han colocado en la lista de álbumes EDM de Billboard. Ogre también ha estado involucrado con varios otros músicos y actos, incluidos los grupos de Al Jourgensen, Ministry y Revolting Cocks, Pigface and Rx con Martin Atkins, y KMFDM.
Ogre ha trabajado en varias ocasiones como actor en películas de terror de bajo presupuesto. Apareció como Pavi Largo en la película de ópera rock Repo! The Genetic Opera, así como Harper Alexander en la película de comedia y terror titulada 2001 Maniacs: Field of Screams. Ogre se reunió con el director de Repo!, Darren Lynn Bousman para el cortometraje musical 2012 The Devil's Carnival. En 2014, protagonizó la película canadiense Queen of Blood. 

## Primeros años
Ogilvie nació el 5 de diciembre de 1962 en Calgary, Alberta, Canadá. Desde muy joven, había imaginado trabajar en un estudio como cantante, describiéndolo como su propio "destino manifiesto".  También estaba interesado en la magia, había intentado convertirse en mago y se unió a la Hermandad Internacional de Magos. Entretuvo a sus padres con espectáculos de magia, durante los cuales sus trucos a menudo fallaban con humor.  Ogilvie describió su infancia como "introvertida", y que se refugiaría en ver películas de monstruos; también disfrutó los escritos de terror y fantasía de H. P. Lovecraft y Edgar Allan Poe. 
Cuando era niño, Ogilvie estaba fascinado con las palabras y, a menudo, utilizaba su sótano como espacio para escribir. Escribiría varias páginas a la vez y luego jugaría con lo que había escrito. "A partir de eso, desarrollé un agudo sentido de cómo suenan las palabras, cómo pueden sonar y cambiarse fonéticamente. Como [estas] palabras obviamente tienen diferentes significados y con un ligero desplazamiento pueden adquirir un significado casi surrealista". Este interés por el lenguaje y el vocabulario provino del amor de Ogilvie por la música y las letras. Sus posteriores estilos musicales fueron informados por Brian Eno, Pink Floyd, Kraftwerk y Joy Division. También describió que escuchar el álbum The Cure, Pornography es un momento "transformador" desde su juventud. 
Se fue de Calgary a Vancouver, Columbia Británica, a la edad de veinte años. "Vancouver tiene una ventaja; una actitud; una arrogancia cuando se trata de música. Llegué allí cuando era un joven de 20 años de Calgary y entré en un mundo que nunca antes había visto". En 1982, Ogilvie intentó iniciar una empresa de distribución de discos utilizando dinero prestado, una empresa que finalmente fracasó. Se sintió aún más preocupado por la muerte de su padre debido a un cáncer y al divorcio de su esposa.  En ese momento, era compañero de cuarto con Gary Blair Smith, miembro de Vogue, cuando conoció a Kevin Crompton, el baterista de la banda de Smith, en una fiesta. Ogilvie también conoció al futuro colaborador Steven Gilmore, quien supo que asistió a la misma escuela secundaria que él, Ernest Manning High School. Crompton le pidió a Ogilvie que se uniera a su proyecto, Skinny Puppy, una invitación que aceptó. Las imágenes en el ingeniero de grabación de Vogue Dave Ogilvie también se registraron. Adoptaron los nombres de los escenarios para evitar la confusión generada por tener dos personas llamadas Kevin en un grupo; Crompton se convirtió en cEvin Key y Ogilvie en Nivek Ogre.

## Carrera musical

### Skinny Puppy
El trabajo de Ogre con Skinny Puppy ha sido principalmente como el cantante principal, aunque ocasionalmente contribuía con trabajos de percusión y sintetizadores. La primera canción que escribió para el grupo se tituló "Canine" y ayudó a establecer la filosofía de escribir canciones sobre el mundo a través de los ojos de un perro. "Era sobre un perro viendo a su amo golpear a su esposa y luego cuestionarse. "¿Debería ser leal al hombre o arrancarle la cabeza?", dijo Ogre. Junto con Bill Leeb (Wilhelm Shroeder), Ogre y Key produjeron la remisión del EP en 1984 y la lanzaron a través del sello Nettwerk recientemente establecido. Siguieron dos álbumes completos, Bites en 1985 y Mind: The Perpetual Intercourse en 1986, el último de los cuales generó su primer single, "Dig It".
Muchas de las primeras canciones de Ogre, específicamente del álbum Bites, fueron sobre su exesposa. Siguiendo a Bites, Ogre comenzó a construir letras con una mentalidad más política y social, como las de la canción "Dig It", que dice que describe "una lucha por superar en la fuerza laboral / que puede convertirse en tu tumba temprana". La escritura de Ogre se volvería gradualmente más "mundana" y "ecológica". Los derechos de los animales y la degradación ambiental se convertirían en elementos recurrentes en la música de Skinny Puppy. VIVIsectVI de 1988, escrito como "un comentario mordaz sobre los derechos de los animales", generó el sencillo "Testure" que alcanzó su punto máximo en no. 19 en la lista de Billboard's Dance Club Songs. 
Skinny Puppy se hizo conocido por sus espectáculos en vivo cargados de arte, como resultado del uso de trajes, accesorios y sangre falsa de Ogre. El diseño del escenario para un show en vivo recae a menudo en Ogre, quien generalmente construye los sets por sí mismo. Describió la gira Too Dark Park como el punto más alto de su carrera, durante el cual se escapó de lo que denominó "energía de choque automovilístico". 
Mientras grababa el álbum de The Process en Los Ángeles, comenzó a crecer una división entre los miembros de la banda con Ogre en un lado y los otros dos miembros de la banda, Key y el tecladista Dwayne Goettel, en el otro. En 1994, Skinny Puppy completó las cintas maestras para el álbum. Key y Goettel regresaron a Vancouver con las cintas, mientras Ogre decidió quedarse en Los Ángeles. Ogre abandonó Skinny Puppy en junio de 1995, dos meses antes de que Goettel muriera por una sobredosis de heroína. 
En 2000, Ogre se reunió con Key mientras Skinny Puppy se preparaba para el Doomsday Festival en Dresde. Las relaciones mejoraron entre los dos miembros de la banda después de la presentación y lanzaron The Greater Wrong of the Right en 2004; siguieron esto con el lanzamiento de Mythmaker en 2007 y hanDover en 2011. En 2013, inspirados por la noticia de que su música había sido utilizada para torturar en el campo de detención de la Bahía de Guantánamo, lanzaron el álbum Arma. A principios de 2014, Ogre y Key le enviaron al gobierno de los EE. UU. Una factura por $ 666,000 por el uso de su música en el campamento. Ogre le dijo al Examinador de San Francisco que "Ni siquiera usaron nuestras grabaciones reales, usaron piratas, así que hubo todo tipo de silbidos y distorsiones en la mezcla, lo que probablemente fue aún más perturbador para la persona a la que se lo había hecho". En 2015, se embarcaron en la gira Down the Sociopath con Youth Code a través de América del Norte. Una gira de seguimiento en Europa titulada Down the Sociopath too Euro 2017 comenzó en mayo de 2017.

### Colaboraciones con Al Jourgensen
La primera colaboración de Ogre con Al Jourgensen fue en 1987 durante la grabación de la canción "Show Me Your Spine" para la película RoboCop.  La canción fue grabada por PTP, un proyecto paralelo de Jourgensen junto con el compañero de Ministry, Paul Barker. Jourgensen explicó que él "ni siquiera sabía quién era él [Ogre], pero alguien dijo que era un cantante de algún lugar, así que solo dije" hey hombre, sé útil, entra y canta ". Ogre más tarde iría de gira con Ministry para promocionar su álbum The Land of Rape and Honey en 1988. Ogre le preguntó a Jourgensen si produciría el álbum de 1989 Skinny Puppy Rabies, un trabajo que aceptó. Jourgensen describió su experiencia con Skinny Puppy como tumultuoso, ya que habían sido Ogre, no Key y Goettel, quienes solicitaron asistencia en el disco: "A veces las malas vibras crean una gran música llena de tensión, y eso es lo que Skinny Puppy prosperó". 
Ogre luego trabajó con Jourgensen en el álbum The Ministry The Mind Is a Terrible Thing to Taste, recibiendo crédito como escritor en la canción "Thieves".  Ogre presentó a Jourgensen a la nativa de Toronto, Angelina Lukacin, cuya voz se grabó para el álbum "Dream Song".  Ogre se unió a Ministry en su gira contribuyendo con guitarras, teclados y voces. Dijo que "Tocar con Ministry era una locura en todas partes, especialmente durante la gira de The Mind Is a Terrible Thing to Taste, que tenía la jaula colocada al frente del escenario. Se convirtió en todo lo que viste, la jaula que te separa de la masa furiosa de personas frente a ti ". El sencillo "Burning Inside" incluyó una versión en vivo de la canción de Skinny Puppy "Smothered Hope", con la voz de Ogre. 
Ogre también había trabajado con Jourgensen en el grupo industrial Revolting Cocks, originalmente como miembro de gira. Ogre mencionó que se la pasó bien mientras estaba de gira, refiriéndose a él como una iniciación; "Mi cerebro giraba unos cuatro pies sobre mi cabeza". Continuó trabajando con el grupo proporcionando voces para su disco de 1990 Beers, Steers y Queers. Cuando Ogre fue nuevamente invitado a una gira con la banda, se negó, explicando que su amistad con Jourgensen se había vuelto tensa. "Hubo algunas cosas que sucedieron entre él y [Jourgensen] que realmente me hicieron cuestionar toda nuestra amistad y su razón para tenerme ahí abajo. Así que decidí retirarme de la gira Revolting Cocks. Si no lo hubiera hecho, Hubiera vuelto totalmente adicto a la heroína ". 

### ohGr
En 1989, Ogre y Jourgensen comenzaron el proyecto paralelo W.E.L.T. (When Everyone Learns the Truth). Se grabó algo de material, pero la única canción que lanzaron se convirtió en la canción del Ministry de 1996 "The Fall", de Filth Pig. Durante la grabación de The Process en Malibú, Ogre se hizo amigo del miembro de Ruby Mark Walk. 
Revivieron el W.E.L.T. proyecto mediante la producción de un álbum de 14 pistas, pero este fue finalmente archivado por su sello, American Recordings. Ogre se deprimió como resultado de la decisión de las etiquetas; le dijo a Exclaim! en 1998 que para aliviar la situación, tomó un libro sobre Pink Floyd y comenzó a tocar la guitarra. "Eso fue realmente bueno para mí, fue realmente una buena terapia. Tomó horas y horas de tiempo que se hubieran gastado en solucionar un problema sobre el que realmente no podía hacer nada".

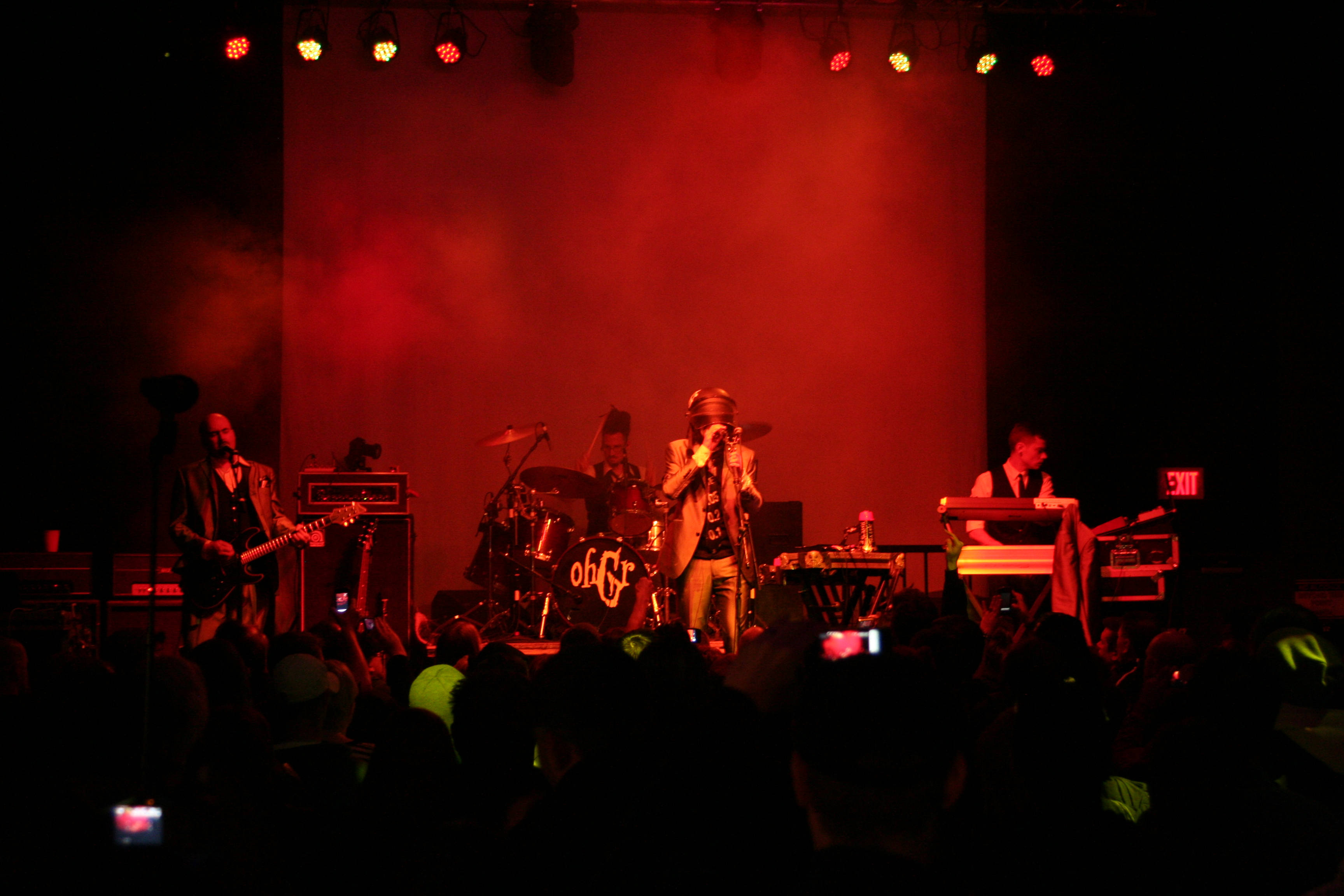
Nivek Ogre con Skinny Puppy en 2011.

Ogre se mantuvo en la etiqueta durante tres años, sin poder hacer nada con las grabaciones. "No fue hasta alrededor del 2000 que me levanté por las botas y fui a ver qué estaba pasando. Descubrí que todo ese tiempo, podría haberme alejado porque nadie iba a hacer nada". Ogre y Walk lograron un acuerdo con Spitfire Records, pero no pudieron recuperar sus grabaciones originales de American. Esto significaba que tenían que volver a grabar todo el álbum, una proeza que les llevó aproximadamente de tres a cuatro meses. Usando el nuevo apodo ohGr, el álbum fue lanzado como Welt en febrero de 2001. Un video de la canción "Cracker" fue producido por el colaborador de Skinny Puppy, William Morrison, quien se uniría al grupo en la gira. También se unió a la gira cEvin Key, quien tocó la batería.
ohGr produjo tres álbumes más, entre ellos SunnyPsyOp en 2003, Devils in my Details en 2008, UnDeveloped en 2011, todos los cuales llegaron a la lista de álbumes de baile / electrónicos de Billboard. "Lo que hace a ohGr diferente de Skinny Puppy", explicó Ogre a Westword en 2011, "es que Skinny Puppy se centra en el diseño de sonido con letras puestas en la parte superior, mientras que ohGr basa su música en torno a las letras". Dijo además: "Cuando estamos tocando en vivo, con ohGr, retiramos muchos de los componentes electrónicos y las cosas que no necesitan estar ahí...Todas las guitarras, todos los bajos, cuando se toca en vivo, y muchos de los teclados también se tocan en vivo ".
ohGr lanzó su quinto álbum, Tricks, el 18 de junio de 2018. El álbum fue financiado por una campaña de PledgeMusic. El álbum estaba destinado para su lanzamiento el 31 de octubre de 2017, pero la fecha de lanzamiento se retrasó debido a un error de masterización. La banda promocionó el álbum con una gira norteamericana de 32 fechas e incluyó tres fechas para el festival 2018 Cold Waves, que habían realizado el año anterior mientras apoyaban a KMFDM. La gira fue la primera vez en 25 años que Ogre actuó en su ciudad natal de Calgary. La banda fue apoyada por Paul Barker, Lead into Gold y Omniflux. 

### Otras aventuras musicales
Ogre se involucró con Pigface, un colectivo de música industrial formado por Martin Atkins, en su debut de Gub en 1990. Cantó en la canción "Tapeworm" y apareció en el álbum en vivo de 1991 Welcome to Mexico ... Asshole. También contribuyó a los álbumes de estudio Fook (1992) [58] y Notes from Thee Underground (1994), [59] y al álbum en vivo Truth Will Out (1993) como guitarrista. Ogre se asoció nuevamente con Atkins para formar la banda Ritalin, que más tarde pasó a llamarse Rx. El único lanzamiento del dúo, Bedside Toxicology de 1998, fue un escaparate para el canto de Ogre, algo en lo que había trabajado mientras pasaba tiempo en Seattle. Ogre también hizo varias contribuciones a KMFDM, proporcionando voces para la canción "Torture" en su álbum de 1997 Symbols. Se unió a la banda como músico invitado para su gira de Symbols. Dijo de su experiencia: "Hubo una gran vibración en esa gira y realmente me llevé bien con todas las personas y me dio la oportunidad de reírme como un maníaco".Trabajó con KMFDM nuevamente en 1999, cantando en las canciones "That's All" y "Full Worm Garden" para el álbum Adiós.
Ogre apareció en el álbum debut de The Final Cut en 1991, Consumed, junto a Chris Connelly, y le proporcionó a Monster Voodoo Machine un remix de la canción "Copper Theft" en su álbum de 1994 Defense Mechanism. Ogre trabajó con Mark Walk en varias pistas para el videojuego de 1996 Descent II y más tarde en un remix de "Smothered Hope" para el álbum Remix dystemper en 1998. [68] La pareja también proporcionó un remix de la canción "Edge of the World" de The Crüxshadows en su lanzamiento de Shadowbox.
Cubrió la canción "Borderline" de Madonna para el álbum Virgin Vocies 2000: A Tribute to Madonna y apareció en el álbum solista de cEvin Key en 2001, The Ghost of Each Room. Ogre suministró un remix de la canción "Wraith" para el álbum de 2014 de John Carpenter, Lost Themes y también contribuyó al álbum de remixes de Demons (1985) de 2015.

## Carrera de actuación
El primer intento de actuar de Ogre se realizó en forma de audición para el papel de Funboy en The Crow, una experiencia que él describió como terrible. "Ahí es donde por primera vez realmente golpeé ese muro de 'whoa, esto es muy diferente a estar en el escenario'. La lectura fue con [el] ayudante del director que estaba interpretando a la mujer frente a mí en una especie de situación sexy [ ...] Acabo de perder la cabeza tratando de hacer que esto funcione y pensé, 'esto no es para mí' ".  Skinny Puppy aparecería en la banda sonora con la canción "Outafter" (que más tarde apareció en el álbum Download The Eyes of Stanley Pain). Sin embargo, Ogre rechazó la idea al sentir que la canción sonaba demasiado "tecno-y"; más tarde se arrepintió de esta decisión cuando descubrió que a la estrella de la película, Brandon Lee le gustó la canción. 
La primera experiencia de actuación de Ogre fue junto a sus compañeros de Skinny Puppy en la película The Doom Generation. El director de la película, Gregg Araki, un fan de Skinny Puppy, invitó a la banda a tocar como un grupo de matones que atacan un auto. cEvin Key sufrió varias lesiones por caerse del automóvil; "[Él] aterrizó justo en su cara. Literalmente se colocó en una planta de cemento". Ogre luego dijo que, "no creo que volvamos a tener noticias de Gregg Araki después de eso, desafortunadamente. Es un gran director, y no fue nada raro entre nosotros y él; fue solo una cosa rara lo que sucedió". 
Ogre volvió a la pantalla en la película Repo de Darren Lynn Bousman de 2008. La Ópera Genética como Pavi, un amante frecuente que lleva una máscara de carne. La película fue estrenada en 11 cines en todo el mundo y recibió críticas mayormente negativas de los críticos. Ogre respondió a las críticas y le dijo a Arielle Castillo de Miami New Times: "No estoy diciendo que no sea sin problemas, fue una película de bajo presupuesto [...] Hay algunas cosas como editar y conectar cosas, pero todavía funciona, todavía tiene mucho corazón ". Ogre apareció más tarde como Harper Alexander en la película de Tim Sullivan, Maniacs: Field of Screams, en reemplazo de Giuseppe Andrew, quien había interpretado al personaje en el predecesor de la película en 2005. 
Ogre se reunió con Bousman para el cortometraje musical de terror de 2012, The Devil's Carnival y su gira de acompañamiento, como The Twin. Regresó para la secuela de largometraje, Aleluya de 2015! El carnaval del diablo. En 2014, protagonizó Scream Park junto a Doug Bradley. En la película, interpreta al asesino psicótico Iggy, quien, junto a su compañero Ogre (interpretado por Ian Lemmon), persigue a los miembros de la tripulación de un parque de diversiones fuera de servicio. También apareció en la película de 2014 Queen of Blood, el sucesor espiritual de la película debut del director Chris Alexander.  Ogre también apareció en el documental 2016 Diary of a Dead Beat, que sigue la carrera del cineasta Jim Van Bebber. 

## Vida personal
Ogre es conocido por ser un firme partidario de los derechos de los animales, a menudo condenando las pruebas con animales como "inútiles". Explicó su punto de vista en una entrevista en el 2000 con la revista Zillo: "Ningún ser humano querría soportar ese tipo de tortura. ¿Quién querría estar encerrado en un laboratorio estéril? Amo a los animales más que nada". [87] Esta postura culminó en el álbum VIVIsectVI de Skinny Puppy de 1988 y en su espectáculo teatral que lo acompaña, que incluyó recreaciones de experimentos con animales con un perro de utilería. Estas recreaciones son tan provocativas que la banda fue arrestada y multada por ser una molestia para el público. [88] Además, se opone a la agricultura industrial y fue vegetariano durante catorce años, pero abandonó la dieta debido a problemas de salud [89].
En el período entre la producción de los álbumes VIVIsectVI y Last Rights, Ogre tuvo problemas con el abuso de sustancias. Su adicción a las drogas, junto con su preferencia por trabajar con Al Jourgensen, lo llevó a ser el extraño a menudo. [88] Ogre fue ingresado en el hospital mientras viajaba con Pigface en Suecia. Mientras estaba allí, supo que había contraído hepatitis A y luego fue a buscar tratamiento en un centro de rehabilitación en Edmonton [90]. Reflexionando sobre la producción turbulenta de The Process de 1996, Ogre dijo: "Todos tuvimos problemas con las drogas, pero no sabíamos que entre nosotras, estaba en Los Ángeles limpiándome mientras que los demás estaban consumiendo drogas en Vancouver". [91] Ogre sigue siendo un ávido partidario de la legalización de la marihuana. [92]
La escritora Jolene Siana había enviado numerosas cartas a Ogre en un lapso de tres años durante los años ochenta. Tras una reunión casual con Siana una década más tarde, Ogre devolvió estas cartas, que había guardado en una caja. [93] Siana luego compiló las cartas y las publicó en el libro Go Ask Ogre: Letters From a Deathrock Cutter en 2005. [94]

## Discografía

### Con Skinny Puppy
Artículo principal: Discografía de Skinny Puppy

### Con ohGr
- Welt (2001)
- SunnyPsyOp (2003)
- Devils in my Details (2008)
- UnDeveloped (2011)
- Tricks (2018)

## Filmografía
| Año       | Título                         | Rol              | Notas                                               |
| --------- | ------------------------------ | ---------------- | --------------------------------------------------- |
| 1995      | The Doom Generation            | Goon             | No acreditado; junto con cEvin Key y Dwayne Goettel |
| 2008      | Repo! The Genetic Opera        | Pavi Largo       | Acreditado como Ogre                                |
| 2010      | 2001 Maniacs: Field of Screams | Harper Alexander |                                                     |
| 2011      | The Key to Anabelle Lee        | Narrador         | Cortometraje                                        |
| 2012      | The Devil's Carnival           | Gemelo           | Cortometraje                                        |
| 2013      | Scream Park                    | Iggy             |                                                     |
| 2014      | Queen of Blood                 | Pastor           |                                                     |
| 2015      | Alleluia! The Devil's Carnival | Gemelo           |                                                     |
| 2016      | Diary of a Dead Beat           | Él mismo         | Documental                                          |
| 2016-2017 | Teen Wolf                      | Ghost Rider      | Serie de televisión                                 |